# Flugplatz Uetersen
Luchthaven Uetersen (Duits: Flugplatz Uetersen) is een kleine luchthaven in Heist in de Duitse deelstaat Sleeswijk-Holstein, ca. 4 km ten zuiden van het centrum van Uetersen. De uitbater is Flugplatz Uetersen GmbH.
De luchthaven werd geopend in 1934. Hij is met 60.000 vliegbewegingen per jaar een van de drukste luchthavens in Duitsland. Hij heeft twee gazon start- en landingsbanen, baan 09/27, van 900 en 1100 m lengte. De luchthaven wordt vooral gebruikt voor zakenreizen.
De voorheen onbekende particuliere piloot Mathias Rust begon vanaf hier met een Cessna 172 zijn beroemde vlucht naar Moskou, waar hij landde op het Rode Plein.